# Inuit
Inuit là một nhóm người bản địa sống ở các vùng Bắc cực của Canada, Đan Mạch (Greenland), Nga (Siberia) và Hoa Kỳ (Alaska). Inuit có nghĩa là "người" trong tiếng Inuktitut. Inuk là số ít chỉ một người Inuit, trong khi Inuit là số nhiều. Các ngôn ngữ Inuit được xếp vào nhóm ngôn ngữ Eskimo-Aleut trong khi ngôn ngữ ký hiệu Inuit, được nói duy nhất ở Nunavut, có nguy cơ tuyệt chủng.
Người Inuit sống khắp phần lớn Bắc Canada và cận Bắc cực trong lãnh thổ Nunavut ("đất của chúng tôi"): Nunavik ("nơi ở") ở một phần ba miền Bắc của Quebec, Nunatsiavut ("vùng đất xinh đẹp của chúng tôi") và Nunatukavut ("vùng đất cổ của chúng tôi") ở Labrador, và ở nhiều vùng của các lãnh thổ Tây Bắc, chủ yếu trên bờ biển của Bắc Băng Dương. Các khu vực này trong tiếng Inuktitut gọi là Inuit Nunangat.